# C/2017 S3 (PanSTARRS)
C/2017 S3 (PanSTARRS) — довгоперіодична гіперболічна комета сімейства Юпітера. Відкрита 23 вересня 2017 року; була 21.5m на час відкриття. Доступна для спостережень у північній півкулі. Найближче до Землі комета буде 7 серпня 2018 р., на відстані 0.76 а.о. Очікується, що поблизу перигелію комета досягне максимальної яскравості на рівні 4m. 
Під час підльоту до Сонця, внаслідок розігріву, на кометі відбулося кілька вивержень, внаслідок яких з надр комети вивільнилася хмара пари та хімічних сполук, які під дією сонячних променів іонізувалися та надали їй зеленого кольору. Через зелене свічення навколо неї, комету іноді називали Халком, на честь вигаданого персонажа коміксів та кіно, який мав зелений колір шкіри. Хмара навколо комети після одного з вивержень сягала 260 000 тис. кілометрів у діаметрі, що майже вдвічі перевищує діаметр Юпітера.